# Roland Digital Group
Die Roland Digital Group (Roland DG) Corporation ist ein japanischer Hersteller von Folienschneideplottern, großformatigen Tintenstrahldruckern, Fräs- und Modelliermaschinen sowie 3D-Scannern. 
Eine Spezialität der Roland Digital Group sind großformatige Tintenstrahldrucker mit integriertem Schneideplotter, die Drucken und Konturschneiden des gedruckten Motivs in einem Arbeitsgang erlauben. Die Tintenstrahldrucker von Roland sind ab Werk mit verschiedenen Tinten für Proof, Sublimation, Innen- und Außenanwendung erhältlich. Außerdem sind sie eine beliebte Basis für Umbauten durch Drittfirmen. So gibt es Umbauten auf der Basis von Roland-Geräten, die T-Shirts oder auch unterschiedlichste Plattenmaterialien wie Holz, Glas und Metall direkt bedrucken.
Die Roland DG Corporation wurde 1981 als AMDEK Co. Ltd. (Analogue Music Digital Electronics Kits) gegründet und 1983 in Roland DG Corporation umbenannt. Die Firma ist in Hamamatsu in Japan beheimatet.

## Produkte

### DXYGL-Plotter
- DXY 100R
- DXY-800, 880, 885, 980, 990
- DXY-1100, 1150, 1150A, 1200, 1250, 1300, 1350, 1350A
- DPX-2500, 2600, 2700, 3300, 3500, 3600, 3700, 4600, 4600A
- DXY-880, 1100, 1150, 1200, 1250, 1300, 1350,
- GRX-300AG, 300AR, 310, 350, 400AG, 400AR, 410, 450
- GSX-3000, 4000
- LTX-120, 2121, 2141, 2341, 2441
- LTX-320, 321 (ISO), 420, 420L, 140, 160
- SketchMate RP-11, RP-12, RP-21, RP-22
- RSX-340, 440

### Modelliergeräte
CAMM-1
- PNC-900, 1000, 1000A, 1050, 1100, 1600, 1800, 1900

CAMM-2
- PNC-2000, 2100, 2200

CAMM-3
- PNC-3000